# Brachycerasphora monocerotum
Espèce
Brachycerasphora monocerotum est une espèce d'araignées aranéomorphes de la famille des Linyphiidae.

## Distribution
Cette espèce est endémique de Libye.

## Publication originale
- Denis, 1962 : Notes sur les érigonides. XXI. Brachycerasphora, nouveau genre nord-africain. Bulletin du Muséum national d'Histoire naturelle, Paris, sér. 2, vol. 34, p. 239-246.